# Edward N. Zalta
Pour les articles homonymes, voir Zalta.
Edward N. Zalta est né le 16 mars 1952. C'est est chercheur au Centre pour l'étude du langage et de l'information (en) de l'université Stanford.
Il obtient son Ph.D. en philosophie de l'université du Massachusetts à Amherst en 1981. Lors de son parcours universitaire, il effectue sa thèse sur le sujet des objets abstraits, sujet pour lequel il apportera des contributions majeurs tout au long de sa carrière. Son directeur de thèse été Terence Parson.
Il a enseigné dans bon nombre d'universités, à savoir : l'université de Stanford, l'université Rice, l'université de Salzbourg, l'université d'Auckland, l'université de Tasmanie, l'université de Padoue, l'université de Saint-Jacques-de-Compostelle, l'université Ludwig-Maximilian de Munich, l'université d'Amsterdam, l'université de Stockholm, l'Ecole des Hautes Etudes en Sciences Economiques de Moscou, ou encore l'université de Bamberg.
Zalta est également le principal éditeur de la Stanford Encyclopedia of Philosophy. Il en a été l'éditeur principal de 1995 à 2022 et partage le rôle d'éditeur depuis 2022 avec Uri Nodelman. Ceci dans l'objectif de faire évoluer la gouvernance de cette ressource philosophique.

## Recherches
La position philosophique la plus notable de Zalta est issue de la position d'Alexius Meinong et d'Ernst Mally qui ont suggéré qu'il y a beaucoup d'objets inexistants.
Selon Zalta, certains objets (tels que les objets concrets ordinaires autour de nous, comme tables et chaises) « illustrent » des propriétés, tandis que d'autres (des objets abstraits comme les nombres et ce que d'autres appelleraient des « objets inexistants » comme le carré rond et la montagne entièrement en or) les « codent » simplement.
Alors que les objets qui illustrent les propriétés sont découverts par des moyens empiriques traditionnels, un simple ensemble d'axiomes nous permet de connaître les objets qui codent les propriétés. Pour chaque ensemble de propriétés, il existe précisément un objet qui code exactement cet ensemble de propriétés et aucun autre. Cela rend possible une ontologie formalisée.

## Publications majeures
Edward N. Zalta a publié plusieurs ouvrages et articles importants qui ont contribué de manière significative à la philosophie analytique contemporaine, notamment dans les domaines de la métaphysique, de la logique et de l'ontologie formelle. Voici un aperçu plus détaillé de ses publications majeures :

### Abstract Objects: An Introduction to Axiomatic Metaphysics (1983)
Ce livre fondateur présente la théorie des objets abstraits de Zalta. Il y développe un cadre axiomatique formel pour traiter des objets abstraits, tels que les nombres, les ensembles et les propriétés. L'ouvrage propose une nouvelle approche de l'ontologie, en distinguant deux types de prédication : l'exemplification pour les objets concrets et l'encodage pour les objets abstraits. Cette théorie permet de traiter de manière cohérente des objets "non-existants" comme le carré rond, tout en évitant les paradoxes classiques.

### Intensional Logic and the Metaphysics of Intentionality (1988)
Dans cet ouvrage, Zalta aborde les questions complexes liées à la logique intensionnelle et à l'intentionnalité. Il développe un système formel pour représenter et expliquer les phénomènes intensionnels du langage et de la pensée, comme les attitudes propositionnelles. Le livre propose une théorie unifiée qui intègre la sémantique des mondes possibles avec une ontologie des objets abstraits, offrant ainsi une nouvelle perspective sur des problèmes classiques en philosophie du langage et de l'esprit.

### "Natural Numbers and Natural Cardinals as Abstract Objects" (1999)
Cet article important présente une reconstruction partielle des Grundgesetze de Frege dans le cadre de la théorie des objets de Zalta. Il montre comment les nombres naturels et les cardinaux peuvent être conçus comme des objets abstraits, offrant ainsi une fondation alternative pour l'arithmétique qui évite les problèmes rencontrés par Frege.

### "Fregean Senses, Modes of Presentation, and Concepts" (2001)
Dans cet article influent, Zalta propose une analyse formelle des sens frégéens en utilisant sa théorie des objets abstraits. Il montre comment cette approche peut clarifier et résoudre certains problèmes classiques liés à la théorie du sens et de la référence de Frege, tout en offrant une perspective nouvelle sur la nature des concepts et des modes de présentation.
Ces publications majeures illustrent la contribution significative de Zalta à la métaphysique analytique contemporaine, en proposant des cadres formels rigoureux pour traiter de questions philosophiques fondamentales sur la nature des objets abstraits, l'intentionnalité et les fondements des mathématiques.

## Distinctions
Edward N. Zalta a reçu plusieurs distinctions importantes au cours de sa carrière, notamment :

### Le prix Covey (2009)
Ce prix lui a été attribué par l'International Association for Computing and Philosophy
Il récompense :
1. Ses recherches innovantes à l'intersection de la philosophie et de l'informatique.
2. Sa contribution au développement de la logique intensionnelle et son application à la métaphysique et à la philosophie du langage.

### Le prix K. Jon Barwise (2016)
Ce prix lui a été décerné par l'American Philosophical Association et son Comité sur l'Informatique et la Philosophie. Il récompense les contributions significatives et durables de Zalta dans les domaines liés à la philosophie et à l'informatique.
Plus précisément, ce prix reconnaît :
1. Ses travaux en métaphysique computationnelle, où il a développé des théories formelles des objets abstraits à l'aide de méthodes logiques et informatiques.
2. Son rôle crucial dans la création et le développement de la Stanford Encyclopedia of Philosophy, une ressource en ligne majeure pour la communauté philosophique mondiale.

Ces distinctions soulignent l'importance des travaux de Zalta dans le domaine de la philosophie analytique contemporaine, en particulier son approche novatrice combinant des méthodes formelles et computationnelles pour aborder des questions philosophiques fondamentales. Elles reconnaissent également son rôle majeur dans la diffusion des connaissances philosophiques à travers la Stanford Encyclopedia of Philosophy.

## Champs de recherche
- Métaphysique
- Épistémologiste
- Philosophie de la logique
- Philosophie du langage et logique intentionnelle
- Philosophie des mathématiques
- Philosophie de l'esprit/intentionnalité.

## Source de la traduction
- (en) Cet article est partiellement ou en totalité issu de l’article de Wikipédia en anglais intitulé « Edward N. Zalta » (voir la liste des auteurs).